# Tanigawa (Shinkansen)
Pour les articles homonymes, voir Tanigawa.
Le Tanigawa (たにがわ) est le nom d'un service de train à grande vitesse japonais du réseau Shinkansen développé par la JR East sur la ligne Shinkansen Jōetsu. Son nom fait référence au mont Tanigawa.

## Gares desservies
Ce service, mis en place le 1er octobre 1997, relie Tokyo à Echigo-Yuzawa. L'hiver, le service est prolongé à la station de sports d'hiver GALA Yuzawa.
| Nom des gares  |
| -------------- |
| Tokyo          |
| Ueno           |
| Ōmiya          |
| Kumagaya       |
| Honjō-Waseda*  |
| Takasaki       |
| Jōmō-Kōgen*    |
| Echigo-Yuzawa* |
| Gala Yuzawa*   |

Les gares marquées d'un astérisque ne sont pas desservies par tous les trains.

## Matériel roulant
Les services Tanigawa sont effectués par les Shinkansen E2 et Shinkansen E7. Auparavant, les Shinkansen 200, Shinkansen E1 et Shinkansen E4 effectuaient ce service.

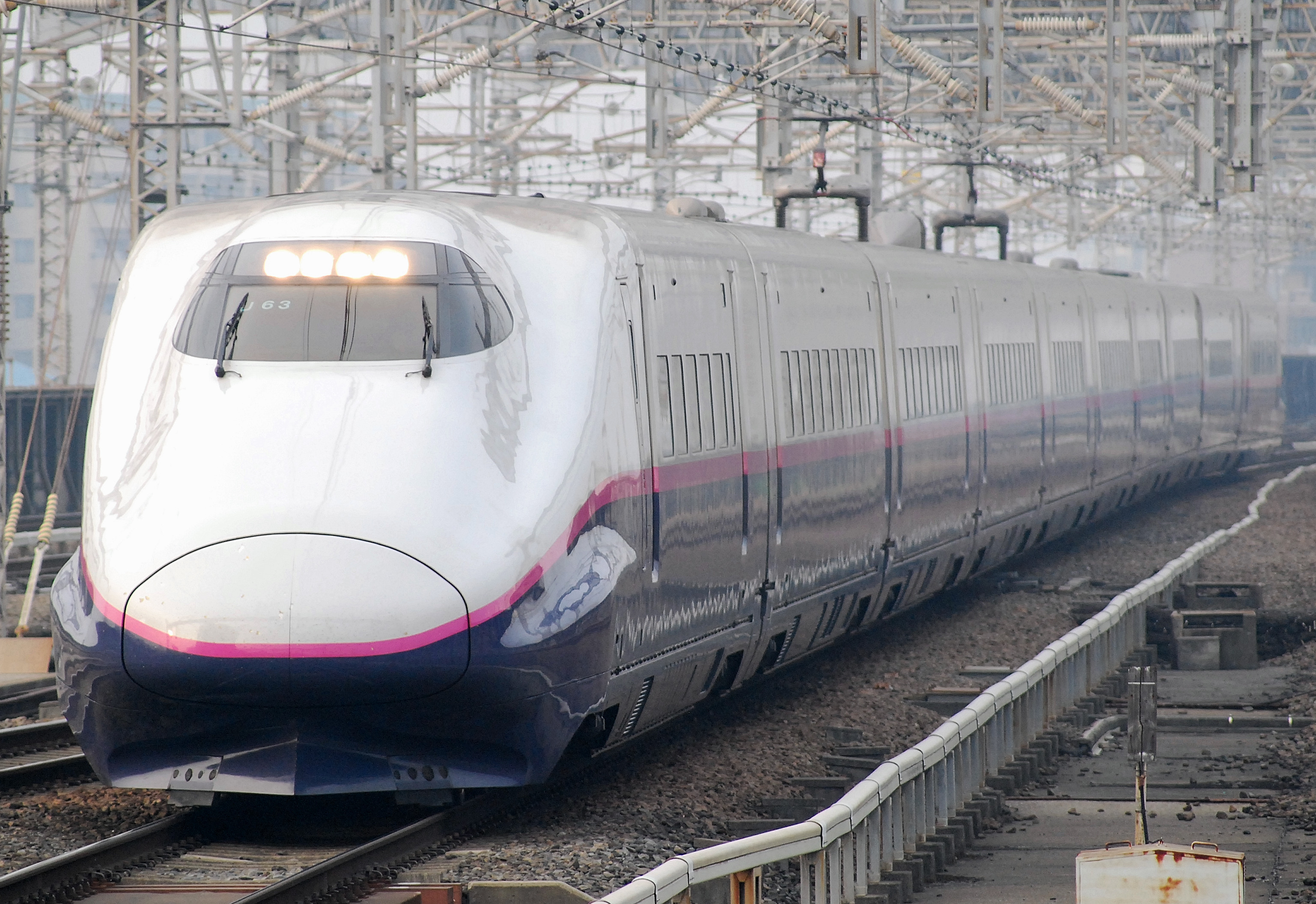
Shinkansen série E2
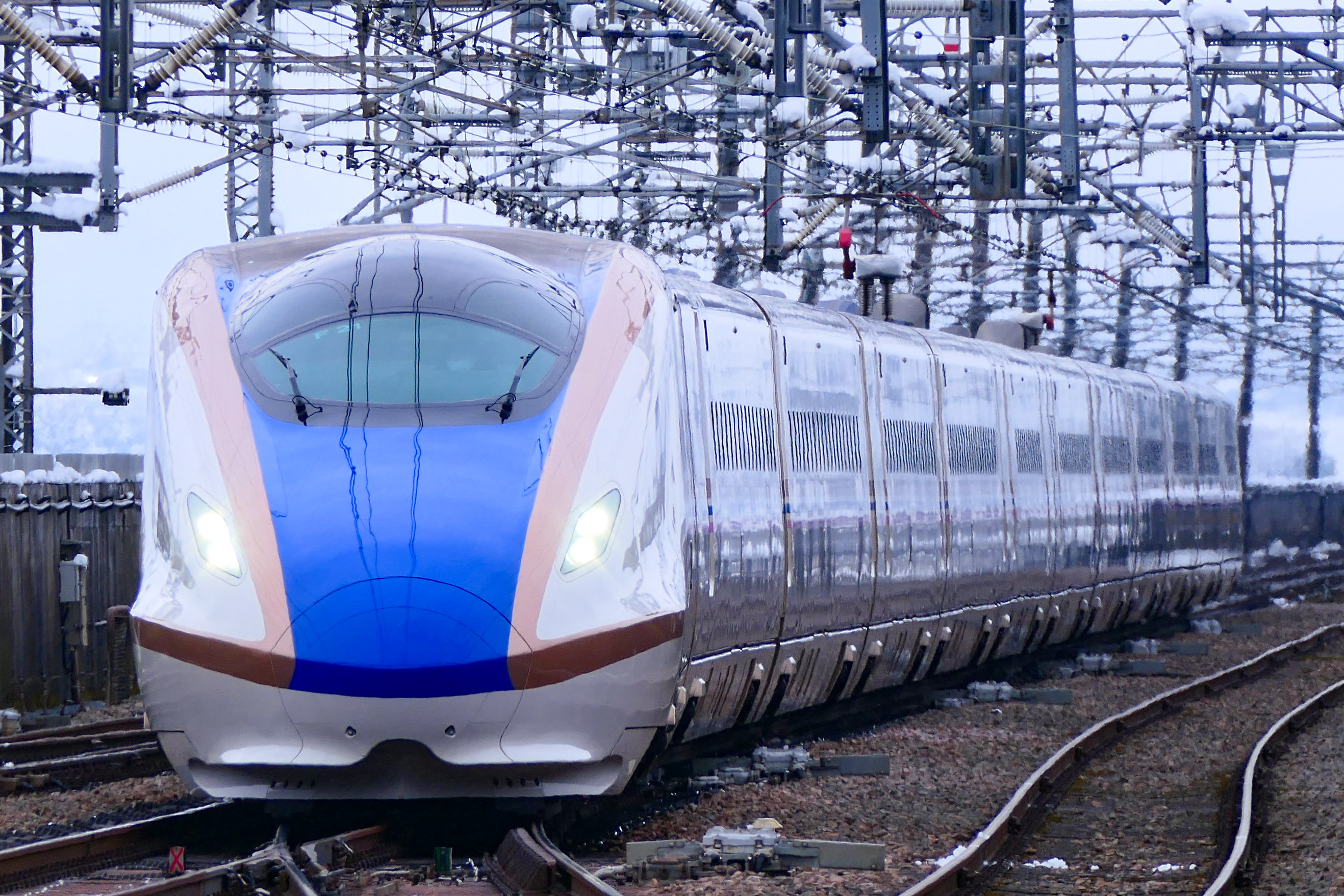
Shinkansen série E7